# The Edgar Winter Group With Rick Derringer
The Edgar Winter Group With Rick Derringer è il settimo album di Edgar Winter, pubblicato nel novembre del 1975 dall'etichetta Blue Sky Records (CBS) e prodotto da Rick Derringer.

## Tracce
Lato A
1. Cool Dance – 2:56 (Dan Hartman)
2. People Music – 3:02 (Edgar Winter)
3. Good Shot – 3:37 (Edgar Winter)
4. Nothin' Good Comes Easy – 3:22 (Rick Derringer)
5. Infinite Peace in Rhythm – 3:07 (Edgar Winter)
6. Paradise/Sides – 5:41 (Dan Hartman)

Lato B
1. Diamond Eyes – 3:51 (Dan Hartman)
2. Modern Love – 3:44 (Rick Derringer)
3. Let's Do It Together Again – 3:09 (Edgar Winter, Dan Hartman)
4. Can't Tell One from the Other – 2:38 (Dan Hartman)
5. J.A.P. (Just Another Punk) – 4:26 (Rick Derringer)
6. Chainsaw – 3:13 (Edgar Winter)

## Musicisti
- Edgar Winter - voce, sassofono, tastiere, percussioni
- Rick Derringer - chitarra solista, chitarra ritmica, voce, basso, percussioni
- Paul Prestopino - banjo, dobro, chitarra classica (brani A4, A5 & B4)
- Dan Hartman - basso, voce, chitarra ritmica, strumenti ad arco, percussioni
- John Siegler - basso acustico (brano B4)
- Chuck Ruff - batteria, voce, percussioni